# أزمة التجنيد الإلزامي عام 1918

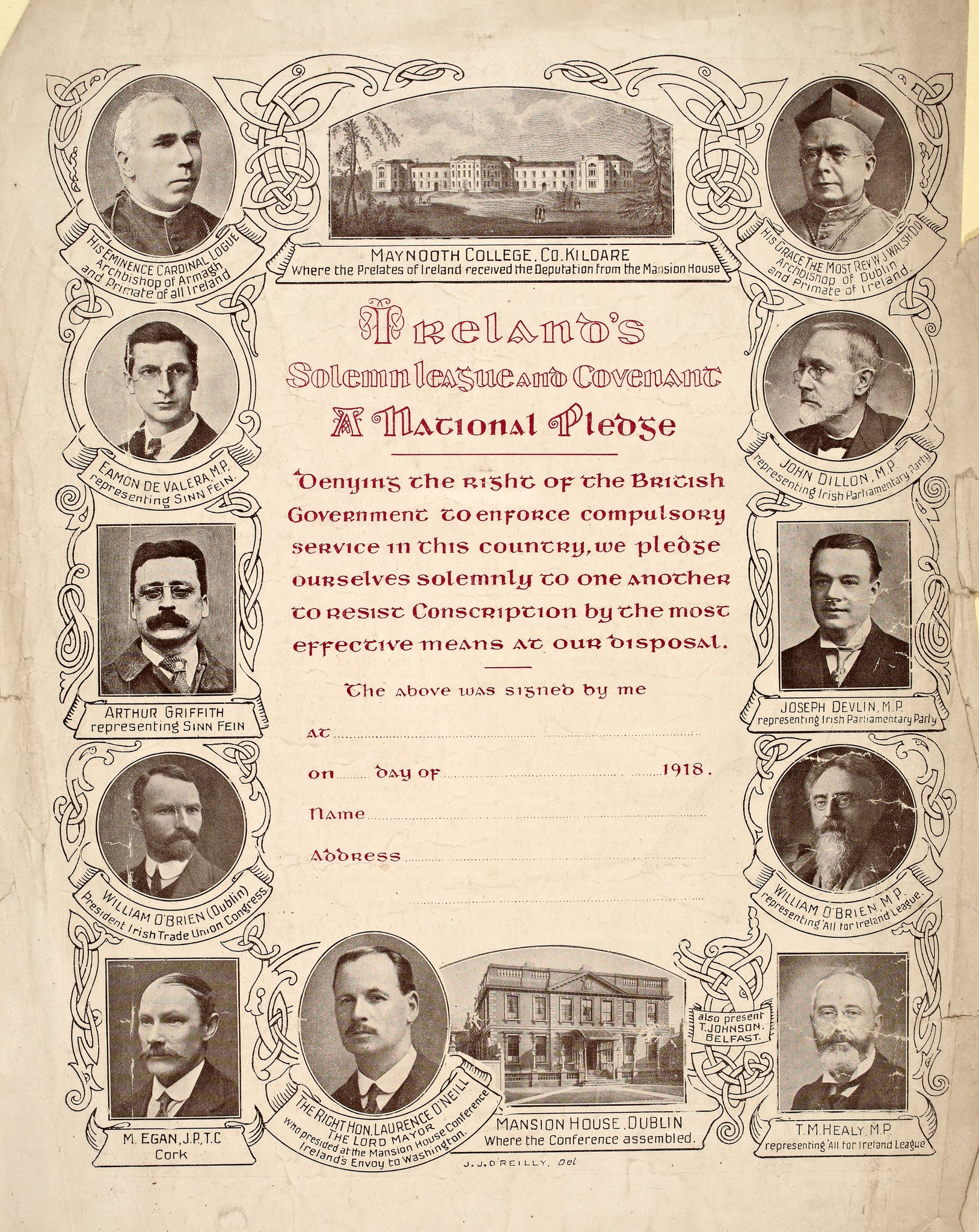
تعهد الوطني الايرالندي

نشأت أزمة التجنيد الإلزامي سنة 1918 نتيجة قرار الحكومة البريطانية فرض التجنيد الإلزامي (التجنيد العسكري) في أيرلندا في أبريل 1918 أثناء الحرب العالمية الأولى. قادت النقابات العمالية والأحزاب القومية الأيرلندية والأساقفة والكهنة الكاثوليك الرومان معارضة شديدة. أقر قانون للتجنيد الإلزامي، ولكنه لم يدخل حيز التنفيذ قط؛ ولم يتم تجنيد أي شخص من أيرلندا في الجيش البريطاني. أدى الاقتراح وردود الفعل الناتجة عنه إلى حشد الدعم للأحزاب السياسية التي دعت إلى انفصال أيرلندا، وأثرت على الأحداث التي سبقت حرب الاستقلال الأيرلندية.

## خلفية
في أوائل عام 1918، عانى الجيش البريطاني من نقص حاد في أعداد قوات الجبهة الغربية. في هجوم الربيع الألماني عام 1918، اقتحمت القوات الألمانية خطوط التحالف في عدة قطاعات من الجبهة في فرنسا، مع أفضلية لها في عدد الجنود (كل 4 جنود مقابل واحد)، ما فرض ضغوطًا شديدة على جيوش الحلفاء. عانى الجيش البريطاني في يوم واحد نكسة كبيرة، إذ اجتاح جيش الإمبراطورية الألمانية أراض تبلغ مساحتها 250 كيلومترًا مربعًا، واخترق، في أبعد نقطة له، ما وصل إلى 7 كيلومترات. أرسي التجنيد الإلزامي بالفعل في بريطانيا العظمى بموجب قانون الخدمة العسكرية الصادر في يناير 1916، والذي دخل حيز التنفيذ بعد أسابيع قليلة في مارس 1916. بحلول عام 1918، كان ديفيد لويد جورج رئيسًا للوزراء ويقود حكومة ائتلافية، وفي مواجهته وضعًا عسكريًا حرجًا، قرر استخدام «مشروع قانون الخدمة العسكرية» الجديد لتوسيع نطاق التجنيد الإلزامي ليشمل أيرلندا وكذلك الرجال الأكبر سنًا ومجموعات أخرى من العمال في بريطانيا، وصولًا إلى احتياطات غير مستغلة من القوى العاملة.
رغم انضمام أعداد كبيرة من الأيرلنديين طوعًا إلى الأفواج والفرق الأيرلندية في الجيش الجديد عند نشوب الحرب سنة 1914، إلا أن اقتراح فرض التجنيد الإلزامي خلق رد فعل عكسي. استندت ردود الفعل هذه بشكل خاص إلى أن لويد جورج، في «سياسة مزدوجة»، ربط جدلًا إنفاذ قانون حكومة أيرلندا لعام 1914 أو مشروع قانون الاستقلال الذاتي (على نحو ما أوصى به اتفاق أيرلندا في شهر مارس) بسن قانون الخدمة العسكرية. أدى ذلك إلى إبعاد القوميين والنقابيين على السواء في أيرلندا. أثار الربط بين التجنيد الإلزامي ومشروع قانون الاستقلال غضب الأحزاب القومية الأيرلندية في وستمنستر، بما فيها حزب الشعب الأيرلندي، ورابطة عموم أيرلندا وغيرها، التي خرجت احتجاجًا وعادت إلى أيرلندا لتنظيم المعارضة. رغم معارضة الحزب البرلماني الأيرلندي بأكمله، تم التصويت على قرار التجنيد الإجباري لأيرلندا في وستمنستر، وأصبح جزءًا من من قانون الخدمة العسكرية (رقم 2) لعام 1918.
رغم أن الأزمة خصّت أيرلندا وحدها في ذلك الوقت، إلا أنها أعقبت حملات مماثلة في أستراليا (1916 – 1917)، وكندا (1917). في أستراليا، عارض الكاثوليك الأيرلنديون بمعظمهم التجنيد الإلزامي؛ وفي كندا، (والولايات المتحدة)، أيد كاثوليك أيرلنديون التجنيد الإلزامي. أدى التهديد الذي خلقه اقتراح التجنيد الإلزامي إلى رسم خطة، اقترحها كاتال بروغا، لاغتيال أعضاء الحكومة البريطانية في أبريل 1918، قبل تمكنهم من التصويت على التجنيد الإلزامي (أو انتقامًا لقيامهم بذلك). رغم عدم تنفيذ الخطة، إلا أن يقال إن الضغط الذي خلقته كان له تأثير كبير على الجمهوريين المعنيين.

## المؤتمرات والتعهدات
في 18 أبريل 1918، بناءً على قرار من هيئة دبلن، عقد عمدة مدينة دبلن (لورنس أونيل) مؤتمرًا في مانشن هاوس في دبلن. عقدت اللجنة الأيرلندية المناهضة للتجنيد الإلزامي اجتماعًا لوضع خطط لمقاومة التجنيد الإلزامي، ومثلت جوانب مختلفة من الرأي القومي: جون ديلون وجوزيف ديفلن عن الحزب البرلماني الأيرلندي، وإمون دي فاليرا، وأرثر غريفيث عن حزب شين فين، وويليام أوبراين، وتيموثي مايكل هيلي عن حزب الكل لأيرلندا، ومايكل إيغان، وتوماس جونسون، وويليام أوبراين ممثلين عن العمال ونقابات العمال.
في مساء اليوم نفسه، عقد الأساقفة الكاثوليك الرومان اجتماعهم السنوي وأعلنوا كون مرسوم التجنيد قانونًا ظالمًا وغير عادل، داعين أتباع الكنيسة إلى المقاومة «بأكثر الوسائل فعالية في المتناول» (بما ينسجم مع شريعة الرب).

اقترحت اللجنة المعارضة للتجنيد الإلزامي والأساقفة تعهدًا بعدم التجنيد الإجباري من المقرر أن يؤخذ عند باب الكنيسة في كل أبرشية كاثوليكية رومانية يوم الأحد التالي، 21 أبريل، ونصه:
«ننكر حق الحكومة البريطانية في إنفاذ الخدمة الإلزامية في هذا البلد، فإننا نتعهد رسميًا بمقاومتنا التجنيد الإلزامي بأكثر الوسائل فعالية في المتناول».

## الإضرابات والتحركات الأخرى في أيرلندا
بعد تمثيلهم في دار القصر، قدمت الحركة العمالية إسهامًا فوريًا وفارقًا في الحملة المعارضة للتجنيد الإلزامي. دعي إلى إضراب عام لمدة يوم واحد احتجاجًا، وفي 23 أبريل 1918، توقف العمل في السكك الحديدية، والأرصفة، والمصانع، والمطاحن، والمسارح، ودور السينما، والترام، والخدمات العامة، وأحواض بناء السفن، والصحف، والمحال التجارية، وحتى مصانع الذخائر الحكومية. وصف الإضراب بأنه «حدث كامل متكامل لم يسبق له مثيل خارج أوروبا».
في الأسابيع التالية، نظمت مسيرات مناهضة للتجنيد الإجباري على الصعيد الوطني، شارك فيها 15 ألف شخص في اجتماع عقد في مقاطعة روسكومون في بداية مايو، حيث شارك فيه كل من جون ديلون، زعيم الحزب البرلماني الأيرلندي وإيمون دي فاليرا زعيم حزب شين فين. كان ذلك حدثًا جديرًا بالملاحظة، لأنه على الرغم من تشاطر حزبي ديلون ودي فاليرا وجهات نظر وطنية، إلا أنه سبق لهما أن انقسما في الرأي بشأن سبل الحصول على الاستقلال التشريعي أو الكامل عن المملكة المتحدة.

في 11 يونيو، دعا لورنس أونيل، عمدة مدينة دبلن، في رسالة إلى رئيس الولايات المتحدة وودرو ويلسون، إلى دعمه في مناهضة التجنيد الإلزامي، نصها:
في السنة الرابعة من حرب زعمت دفاعها عن الدول الصغيرة، صدر قانون ينص على التجنيد الإلزامي لرجال أيرلندا، في تحد لرغبات شعبنا... وتسويغًا للقانون القمعي، لم يجر رجوع للناخبين في بريطانيا، ناهيك عن الناخبين في أيرلندا. مع ذلك، دخل الإجراء حيز التنفيذ في غضون أسبوع، رغم أصوات الممثلين الأيرلنديين، ونقاشات البرلمانيين التي لم تدخل حيز المفاوضات، أنشئ نظام التجنيد الإلزامي لبريطانيا العظمى على أسس غير قوية.

## «المخطط الألماني»
لتوتره من الاضطرابات المتنامية، ومع حاجته الماسة إلى إحراز تقدم في موضوع التجنيد الإلزامي في أيرلندا، اتخذت حكومة لويد جورج مبادرات عدة لقمع ردود الفعل العنيفة.
اعتبر حزب شين فين علنًا المحرض الرئيسي على مشاعر مناهضة للحكومة ومعاداة التجنيد الإلزامي، وبذلك أمر الحاكم العام لأيرلندا لورد فرينش، الذي ادعى وجود دليل على مؤامرة خيانة بين شين فين والألمان، باعتقال 73 من قادة شين فين، بمن فيهم غريفيث ودي فاليرا، في 17 مايو. لم تنجح قبضة سلطات قصر دبلن في نزع فتيل الموقف. في واقع الأمر، بسبب الافتقار إلى الأدلة، لم يلق المخطط الألماني كثيرًا من التصديق في كل من بريطانيا العظمى أو أيرلندا أو الولايات المتحدة، ولكنها أدت إلى تفاقم الرأي وزيادة الدعم المقدم إلى شين فين.